# Luke Jensen
Luke Jensen (ur. 18 czerwca 1966 w Grayling) – amerykański tenisista, zwycięzca French Open 1993 w grze podwójnej.
Luke Jensen jest najstarszym z tenisowego rodzeństwa – z bratem Murphym stworzył znaną parę deblową, a młodsze siostry (bliźniaczki) również próbowały sił w tenisie – Rebecca w rozgrywkach uczelnianych, Rachel jako profesjonalistka.

## Kariera tenisowa
Jako zawodowy tenisista występował w latach 1987–2001.
Początkowo rywalizował głównie w grze pojedynczej, w 1984 roku zdobywając mistrzostwo kraju do lat 18 na kortach ziemnych i kortach twardych. Później występował w rozgrywkach międzyuczelnianych jako student University of Southern California. Na początku lat 90. skoncentrował się na deblu, w grze pojedynczej występując sporadycznie.
W grze podwójnej Jensen wygrał 10 turniejów rangi ATP World Tour, w tym wielkoszlemowy French Open 1993. W finale bracia Jensenowie pokonali Marca-Kevina Goellnera i Davida Prinosila 6:4, 6:7, 6:4. Wcześniej Jensen tworzył parę deblową z Lauriem Warderem. W styczniu 1993 roku zajmował 6. miejsce w rankingu gry podwójnej. Dwukrotnie uczestniczył w deblowym turnieju Tennis Masters Cup – w 1991 roku z Warderem i w 1993 roku z bratem Murphym.
Jensen w swojej karierze 2–krotnie osiągnął wielkoszlemowe finały w grze mieszanej, w 1996 roku podczas Australian Open i French Open wspólnie z Nicole Arendt.
Bracia Jensenowie tworzyli barwną parę – długowłosi, w kolorowych okularach, o talentach muzycznych, w czasie spotkań towarzyskich przy okazji turniejów często koncertowali jako zespół rockowy. Wielokrotnie byli gospodarzami imprez ATP World Tour dla dzieci (tzw. Kids' Days). Luke Jensen jest nominalnie praworęczny, ale potrafi także serwować lewą ręką, co dodatkowo utrudnia odbiór rywalom.
Łącznie na kortach zarobił 1 314 855 dolarów amerykańskich.

### Finały w turniejach ATP World Tour
| Legenda                                      |
| -------------------------------------------- |
| Wielki Szlem                                 |
| Igrzyska olimpijskie                         |
| Tennis Masters Cup / ATP Finals              |
| ATP Masters Series / ATP Tour Masters 1000   |
| ATP International Series Gold / ATP Tour 500 |
| ATP International Series / ATP Tour 250      |

#### Gra mieszana (0–2)
| Końcowy wynik | Nr | Data             | Turniej                    | Nawierzchnia | Partnerka     | Przeciwnicy                             | Wynik finału  |
| ------------- | -- | ---------------- | -------------------------- | ------------ | ------------- | --------------------------------------- | ------------- |
| Finalista     | 1. | 28 stycznia 1996 | Australian Open, Melbourne | Twarda       | Nicole Arendt | Łarysa Sawczenko-Neiland Mark Woodforde | 6:4, 5:7, 0:6 |
| Finalista     | 2. | 19 czerwca 1996  | French Open, Paryż         | Ceglana      | Nicole Arendt | Patricia Tarabini Javier Frana          | 2:6, 2:6      |

#### Gra podwójna (10–14)
| Końcowy wynik | Nr  | Data                 | Turniej            | Nawierzchnia    | Partner         | Przeciwnicy                        | Wynik finału  |
| ------------- | --- | -------------------- | ------------------ | --------------- | --------------- | ---------------------------------- | ------------- |
| Zwycięzca     | 1.  | 31 stycznia 1988     | Guarujá            | Twarda          | Ricardo Acuña   | Javier Frana Diego Pérez           | 6:1, 6:4      |
| Zwycięzca     | 2.  | 19 listopada 1989    | Johannesburg       | Twarda (hala)   | Richey Reneberg | Kelly Jones Joey Rive              | 6:0, 6:4      |
| Zwycięzca     | 3.  | 7 kwietnia 1991      | Orlando            | Twarda          | Scott Melville  | Nicolás Pereira Pete Sampras       | 6:7, 7:6, 6:3 |
| Zwycięzca     | 4.  | 28 kwietnia 1991     | Monte Carlo        | Ceglana         | Laurie Warder   | Paul Haarhuis Mark Koevermans      | 5:7, 7:6, 6:4 |
| Finalista     | 1.  | 19 maja 1991         | Rzym               | Ceglana         | Laurie Warder   | Omar Camporese Goran Ivanišević    | 2:6, 3:6      |
| Zwycięzca     | 5.  | 26 maja 1991         | Bolonia            | Ceglana         | Laurie Warder   | Luiz Mattar Jaime Oncins           | 6:4, 7:6      |
| Finalista     | 2.  | 6 października 1991  | Sydney             | Twarda (hala)   | Laurie Warder   | Jim Grabb Richey Reneberg          | 4:6, 4:6      |
| Finalista     | 3.  | 5 kwietnia 1992      | Estoril            | Ceglana         | Laurie Warder   | Hendrik Jan Davids Libor Pimek     | 6:3, 3:6, 5:7 |
| Zwycięzca     | 6.  | 24 maja 1992         | Bolonia            | Ceglana         | Laurie Warder   | Javier Frana Javier Sánchez        | 6:2, 6:3      |
| Finalista     | 4.  | 16 stycznia 1993     | Sydney             | Twarda          | Murphy Jensen   | Sandon Stolle Jason Stoltenberg    | 3:6, 4:6      |
| Finalista     | 5.  | 28 lutego 1993       | Scottsdale         | Twarda          | Sandon Stolle   | Mark Keil Dave Randall             | 5:7, 4:6      |
| Finalista     | 6.  | 28 lutego 1993       | Indian Wells       | Twarda          | Scott Melville  | Guy Forget Henri Leconte           | 4:6, 5:7      |
| Finalista     | 7.  | 2 maja 1993          | Madryt             | Ceglana         | Scott Melville  | Tomás Carbonell Carlos Costa       | 6:7, 2:6      |
| Finalista     | 8.  | 23 maja 1993         | Bolonia            | Ceglana         | Murphy Jensen   | Danie Visser Laurie Warder         | 6:4, 4:6, 4:6 |
| Zwycięzca     | 7.  | 5 czerwca 1993       | French Open, Paryż | Ceglana         | Murphy Jensen   | Marc-Kevin Goellner David Prinosil | 6:4, 6:7, 6:4 |
| Finalista     | 9.  | 17 października 1993 | Tokio              | Dywanowa (hala) | Murphy Jensen   | Grant Connell Patrick Galbraith    | 3:6, 4:6      |
| Finalista     | 10. | 27 lutego 1994       | Meksyk             | Ceglana         | Murphy Jensen   | Francisco Montana Bryan Shelton    | 3:6, 4:6      |
| Finalista     | 11. | 18 września 1994     | Bogota             | Ceglana         | Murphy Jensen   | Mark Knowles Daniel Nestor         | 4:6, 6:7      |
| Finalista     | 12. | 23 kwietnia 1995     | Nicea              | Ceglana         | David Wheaton   | Cyril Suk Daniel Vacek             | 6:3, 6:7, 6:7 |
| Zwycięzca     | 8.  | 25 czerwca 1995      | Nottingham         | Trawiasta       | Murphy Jensen   | Patrick Galbraith Danie Visser     | 6:3, 5:7, 6:4 |
| Zwycięzca     | 9.  | 25 sierpnia 1996     | Long Island        | Twarda          | Murphy Jensen   | Hendrik Dreekmann Aleksandr Wołkow | 6:3, 7:6      |
| Finalista     | 13. | 11 maja 1997         | Coral Springs      | Ceglana         | Murphy Jensen   | Dave Randall Greg Van Emburgh      | 7:6, 2:6, 6:7 |
| Finalista     | 14. | 25 maja 1997         | St. Pölten         | Ceglana         | Murphy Jensen   | Kelly Jones Scott Melville         | 2:6, 6:7      |
| Zwycięzca     | 10. | 20 lipca 1997        | Waszyngton         | Twarda          | Murphy Jensen   | Neville Godwin Fernon Wibier       | 6:4, 6:4      |